# Docat
Docat heißt ein 2016 in Frage–Antwort–Form veröffentlichter Katechismus über die Soziallehre der katholischen Kirche.

## Titel, Ziele, Gestaltung
Der volle Titel lautet: DOCAT Was tun? Die Soziallehre der Kirche. Herausgegeben hat das Werk die Österreichische Bischofskonferenz, die Approbation erfolgte durch den Päpstlichen Rat zur Förderung der Neuevangelisierung mit Zustimmung der Kongregation für die Glaubenslehre. Der Namensteil „Do“ leitet sich vom englischen Verb „to do“ ab, der zweite Teil „cat“ nimmt Bezug auf das Wort catechism („Katechismus“). Das Buch soll Jugendliche auf Basis der Soziallehre der Kirche zu einem verstärkten Engagement in sozialen und politischen Fragen anregen.
Das Buch ist im Verlag der Youcat-Foundation erschienen und auch in Layout und Aufmachung (Ypsilon auf dem Buchcover), Buchgröße und Textgestaltung dem Schwesterprojekt, dem katholischen Jugendkatechismus Youcat, sehr ähnlich. Anstelle der charakteristischen papstgelben Einbandfarbe des Youcat hat der Docat innerhalb der Reihe die Kennfarbe Himmelblau.

## Entstehung
Unter der Anleitung von Christoph Kardinal Schönborn und Reinhard Kardinal Marx verfassten 26 Autoren den Docat. Die Projektleitung oblag Bernhard Meuser, die Illustrationen stammen von Alexander von Lengerke. Der Docat wurde am Weltjugendtag 2016 in Krakau der Öffentlichkeit präsentiert. Die meisten Fotos im Buch entstammen einem internationalen Fotowettbewerb. Geplant sind Ausgaben in 32 Sprachen. Zusätzlich existiert eine Docat-App, die bereits nach einigen Tagen knapp 40.000 User aufweisen konnte.

## Aufbau
Der Docat umfasst 328 Fragen, die in Frage–und–Antwort–Form nach Vorbild des Youcat und des Katechismus-Kompendiums behandelt werden. Die Fragen sind wiederum auf 12 Kapitel aufgeteilt: 
1. Der Masterplan Gottes: Die Liebe (Nr. 1–21)
2. Gemeinsam sind wir stark: Die Kirche und das Soziale (Nr. 22–46)
3. Einmalig und unendlich wertvoll: Die menschliche Person (Nr. 47–83)
4. Gemeinwohl, Personalität, Solidarität, Subsidiarität: Die Prinzipien der Soziallehre (Nr. 84–111)
5. Das Fundament der Gesellschaft: Die Familie (Nr. 112–133)
6. Beruf und Berufung: Die menschliche Arbeit (Nr. 134–157)
7. Wohlstand und Gerechtigkeit für alle: Die Wirtschaft (Nr. 158–194)
8. Macht und Moral: Die politische Gemeinschaft (Nr. 195–228)
9. Eine Welt – eine Menschheit: Die internationale Gemeinschaft (Nr. 229–255)
10. Die Schöpfung bewahren: Die Umwelt (Nr. 256–269)
11. Leben in Freiheit und Gewaltlosigkeit: Der Friede (Nr. 270–302)
12. Das persönliche und gemeinschaftliche Engagement: Die Liebe tun (Nr. 305–328).[3][2]

Alle 328 Fragen verfügen über Querverweise zu den entsprechenden Nummern im Katechismus der katholischen Kirche, im Youcat und im Kompendium der Soziallehre der katholischen Kirche. Die Zitate aus der Heiligen Schrift und aus lehramtlichen Texten sind besonders gekennzeichnet. Etliche Enzykliken, zum Beispiel Rerum Novarum, Pacem in Terris, Laborem exercens und Laudato si’, werden ebenfalls im Docat erläutert.
Der Docat enthält ein Vorwort von Papst Franziskus.

## Ausgaben
Ausgaben in Deutsch und Englisch sind bereits erschienen. Geplant waren Ausgaben in insgesamt 32 Sprachen.